# 라시 (음료)

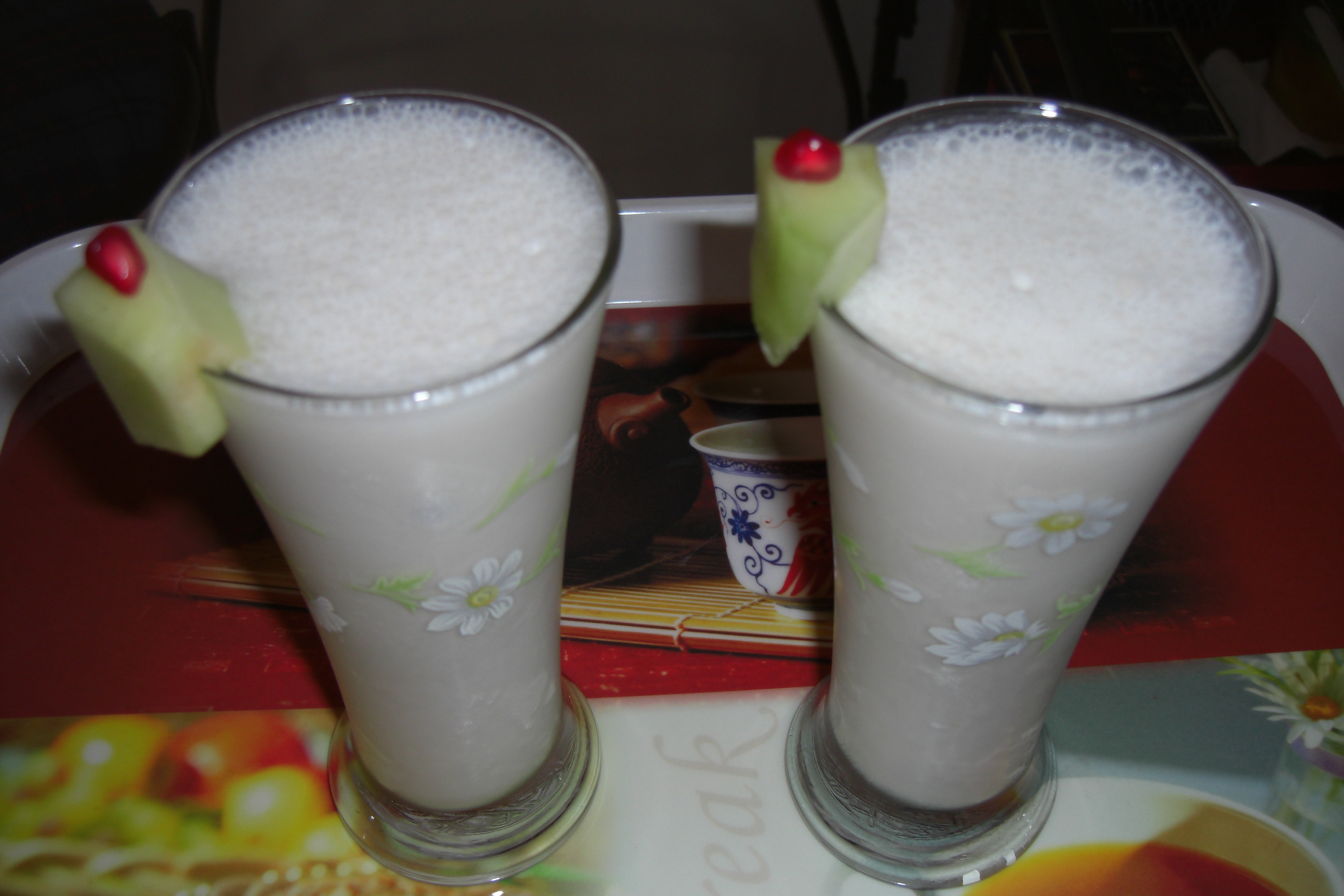
라시

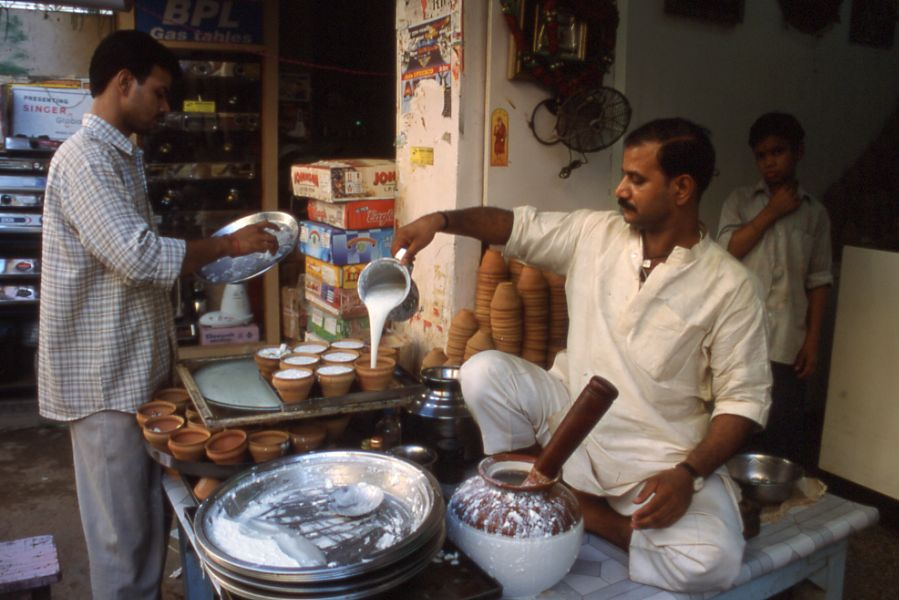
라시 가게

라시(펀자브어: ਲੱਸੀ, 힌디어: लस्सी, 우르두어: لسی, 마라티어: ताक, 구자라트어: છાસ, 벵골어: লস্যি)는 발효 유제품인 다히를 넣어 만든 대중적이고 전통적인 인도의 음료이다. 다히와 물, 향신료를 섞어 만들며 때때로 과일도 섞는다.

## 같이 보기
- 요구르트
- 아이란